# 1830-as pozsonyi országgyűlés

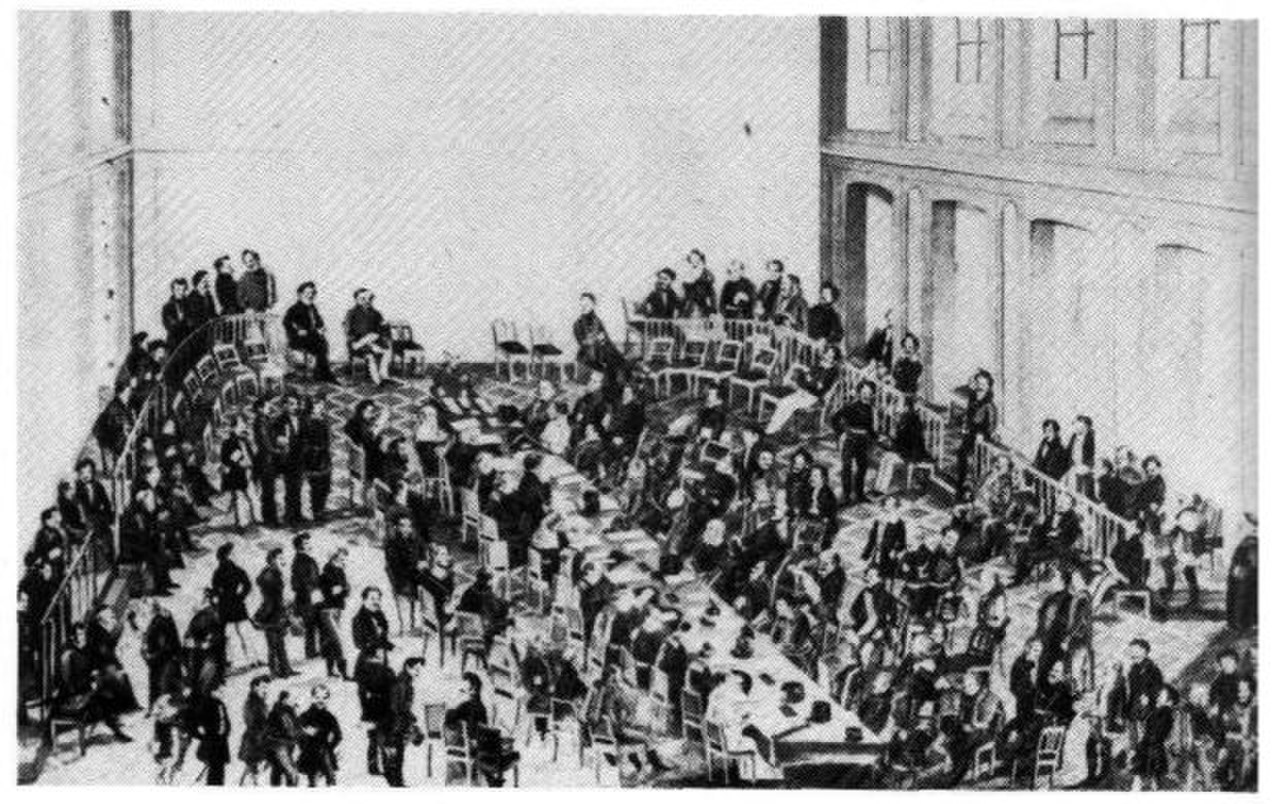
Az 1830-as országgyűlés ülése

I. Ferenc 1830. szeptember 8-ára hívta össze a korszak egyik legrövidebb országgyűlését.
Főbb eredményei:
- Kinyomtatták az 1827-ben kiküldött bizottságok jelentéseit, hogy a megyék is megvitathassák azokat.
- A rendek - a királyi kérésből kicsit lefaragva - megszavazták az újonclétszámot.
- A király kiterjesztette a magyar nyelv jogosítványait. Magyar nyelvűvé vált a bíráskodás és a közigazgatás, és csak az lehetett ügyvéd, aki tudott magyarul.
- Még I. Ferenc életében megkoronázták fiát, V. Ferdinándot.

Bár a megyék nagy lelkesedéssel kiálltak a november 30-án Varsóban kitört lengyel szabadságharc, a novemberi felkelés mellett, és a határzár feloldását, a lengyelek megsegítését követelték az udvartól, ez az országgyűlésen nem éreztette hatását, az békésen folyt le.

## Forrásjegyzék
- Závodszky Géza és Hermann Róbert. Nemzet születik. Helikon Kiadó (1997). ISBN 963 584 539 5